# Danae abdominalis
Danae abdominalis es una especie de coleóptero de la familia Endomychidae.

## Distribución geográfica
Habita en África.